# Mélikah Abdelmoumen
Mélikah Abdelmoumen, née en 1972 à Chicoutimi, est une écrivaine, éditrice et professeure canadienne.

## Biographie
Mélikah Abdelmoumen est née à Chicoutimi en 1972. Elle vit à Montréal, après avoir passé douze ans en France, à Lyon, de 2005 à 2017.
De juin 2019 à 2021, elle est éditrice chez Ville-Marie Littérature. À partir de septembre 2021 et ce jusqu'en février 2025, elle dirige, en tant que rédactrice en chef, la revue Lettres québécoises,.
Elle publie en 2022 chez Mémoire d'encrier un essai intitulé « Baldwin, Styron et moi », qui porte entre autres sur l’appropriation culturelle,.
Spécialiste de l'autofiction, titulaire d'un doctorat en littératures de langue française obtenu en 2010 à l'Université de Montréal, elle fait son entrée en littérature à la fin des années 1990 et publie ses trois premiers ouvrages sous le nom de Mélika Abdelmoumen, sans le « h » à la fin de son prénom.
Elle reçoit le prix Pierre-Vadeboncœur 2022 pour son livre Baldwin, Styron et moi .

## Œuvres

### Romans
- Chair d'assaut, Trait d'union, 1999
- Le Dégoût du bonheur, Point de fuite, 2001, 174 p. (ISBN 9782895530145)
- Lima Destroy & Robinette Spa, Point de fuite, 2005, 181 p. (ISBN 9782895530022)
- Alia, Montréal, Marchand de feuilles, 2006, 185 p. (ISBN 9782922944303)
- Victoria et le vagabond, Montréal, Marchand de feuilles, 2008, 281 p. (ISBN 9782922944457)
- Les Désastrées, Montréal, VLB Éditeur, 2013, 248 p. (ISBN 9782896495030)
- Adèle et Lee, Édition Émicourt, 2018 (ISBN 9782823900620)
- Petite-Ville, Montréal, Mémoire d'encrier, 2024, 312 p. (ISBN 9782897129972)

### Essais
- L'École des lectrices: Doubrovsky et la dialectique de l'écrivain, Lyon, Presses universitaires de Lyon, 2011, 222 p. (ISBN 9782729708405)
- Douze ans en France, Montréal, VLB Éditeur, 2018, 224 p. (ISBN 9782896497782)
- Baldwin, Styron et moi, Montréal, Mémoire d'encrier, 2021, 192 p. (ISBN 9782897128159)
- Les engagements ordinaires, Montréal, Atelier 10, 2023, 89 p. (ISBN 9782897597016)

## Distinctions et honneurs
- 2007: Finaliste du Prix littéraire des collégiens pour Alia[11]
- 2022: Prix Pierre-Vadeboncoeur pour Baldwin, Styron et moi[10]
- 2025: Finaliste du Prix littéraire des collégiens pour Petite-Ville[11]

### Pages connexes
- Lettres québécoises
- Mémoire d'encrier
- Nelly Arcand